# Carl Ferdinand Allen

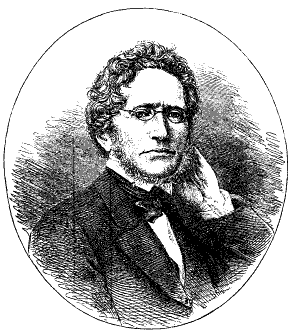
Carl Ferdinand Allen

Carl Ferdinand Allen (ur. 23 kwietnia 1811 w Kopenhadze, zm. 27 grudnia 1871) – duński historyk.
Studiował na uniwersytecie w Kopenhadze, później był profesorem tej uczelni. W swoich badaniach naukowych skupiał się na narodach europejskich. Najważniejszą pracą Allena jest dzieło De Tre Nordiske Rigers Historie, 1497-1536 (Historia trzech królestw Północy w latach 1497-1536).